# L'arma l'ora il movente
L'arma l'ora il movente è un film del 1972 diretto da Francesco Mazzei.

## Trama
Don Giorgio è un giovane sacerdote di bell'aspetto che ha addirittura due amanti, entrambe maestre nella scuola religiosa in cui anch'egli insegna: Giulia, moglie di un professionista, e Orchidea, consorte di un ricco costruttore. Il prete vive la situazione in modo conflittuale: da un lato si sente attratto dalle due donne, dall'altro prova un profondo senso di disagio. Per questo motivo decide di troncare definitivamente il rapporto con le due amanti. Di fronte alla decisione di don Giorgio, Orchidea, che pare ignorare che l'uomo abbia un'altra amante, reagisce con amarezza ma sembra farsene una ragione, mentre Giulia, convinta che, lasciata Orchidea, lui si sarebbe dedicato solo a lei, manifesta un'aggressiva sofferenza. Poco dopo, una notte, il giovane prete viene assassinato in chiesa. All'omicidio assiste Ferruccio, piccolo trovatello ospitato nella foresteria dell'adiacente convento di suore: da una finestra della sua stanza, infatti, si può accedere a un solaio dal quale il bambino è solito spiare cosa accade nella chiesa sottostante. Dopo il fatto, il commissario Franco Boito viene chiamato per condurre le indagini sull'omicidio: l'uomo conosce Orchidea e ne diviene in breve l'amante. Poco tempo dopo anche Giulia viene assassinata; il commissario a questo punto sospetta che l'omicida sia il marito di Orchidea: l'uomo sembra avere un alibi di ferro, sennonché, la notte dell'omicidio di don Giorgio, entrava in vigore l'ora solare, creando una finestra temporale sufficiente per uccidere il prete. L'ing. Durantini viene quindi indiziato di reato, e il giorno dopo viene ritrovato ucciso da un colpo di pistola alla tempia nel suo studio, chiuso a chiave dall'interno; nel cassetto della sua scrivania, il commissario trova il coltello che ha ucciso don Giorgio e Giulia: a questo punto, dato che a carico dell'uomo vi sono "l'arma, l'ora e il movente" del delitto, il caso sembra risolto.